# Генрівілл (Юта)
Генрівілл (англ. Henrieville) — місто (англ. town) в США, в окрузі Гарфілд штату Юта. Населення — 221 особа (2020).

## Географія
Генрівілл розташований за координатами 37°33′53″ пн. ш. 112°0′4″ зх. д. / 37.56472° пн. ш. 112.00111° зх. д. (37.564758, -112.001167). За даними Бюро перепису населення США в 2010 році місто мало площу 4,04 км², уся площа — суходіл. В 2017 році площа становила 3,48 км², уся площа — суходіл.

## Демографія
Згідно з переписом 2010 року, у місті мешкало 230 осіб у 78 домогосподарствах у складі 59 родин. Густота населення становила 57 осіб/км². Було 93 помешкання (23/км²).
Расовий склад населення:
| - 96,5 % — білих - 1,7 % — корінних американців |

До двох чи більше рас належало 1,7 %. Частка іспаномовних становила 1,7 % від усіх жителів.
За віковим діапазоном населення розподілялося таким чином: 33,5 % — особи молодші 18 років, 52,2 % — особи у віці 18—64 років, 14,3 % — особи у віці 65 років та старші. Медіана віку мешканця становила 38,0 року. На 100 осіб жіночої статі у місті припадало 98,3 чоловіків; на 100 жінок у віці від 18 років та старших — 96,2 чоловіків також старших 18 років.
Середній дохід на одне домашнє господарство становив 49 385 доларів США (медіана — 46 250), а середній дохід на одну сім'ю — 59 879 доларів (медіана — 52 292). За межею бідності перебувало 9,0 % осіб, у тому числі 0,0 % дітей у віці до 18 років та 0,0 % осіб у віці 65 років та старших.
Цивільне працевлаштоване населення становило 104 особи. Основні галузі зайнятості: мистецтво, розваги та відпочинок — 45,2 %, освіта, охорона здоров'я та соціальна допомога — 13,5 %, роздрібна торгівля — 12,5 %.